# بریژیت توتشنیگ
بریژیت توتشنیگ (انگلیسی: Brigitte Totschnig؛ زادهٔ ۳۰ august ۱۹۵۴ (۷۰ سال)) ورزشکار اسکی آلپاین اهل اتریش است.
وی در مسابقات کشوری و بین‌المللی در مجموع برندهٔ ۱ مدال نقره شده‌است.